# 卡塔日娜·奧帕林斯卡
卡塔日娜·奧帕林斯卡（波蘭語：Katarzyna Opalińska，1680年10月13日—1747年3月19日），兩度成為波蘭王后，分別是1704年至1709年以及1733年至1736年。
1698年，卡塔日娜與斯坦尼斯瓦夫·萊什琴斯基結婚。1704年，斯坦尼斯瓦夫在瑞典國王卡爾十二世的支持下當選波蘭國王，但隨著瑞典在大北方戰爭中漸趨於下風，失去支持的斯坦尼斯瓦夫於1709年被廢黜。
卡爾十二世去世後，卡塔日娜和丈夫移居法國。1725年，兩人的女兒瑪麗·萊什琴斯卡與法國國王路易十五結婚。1733年，斯坦尼斯瓦夫在法國支持下再次被立為波蘭國王，但在三年後即被奧古斯特三世所取代。
卡塔日娜於1747年去世，享年66歲。

## 子女
卡塔日娜與斯坦尼斯瓦夫有兩個女兒：
1. 安娜·萊什琴斯卡（英语：Anna Leszczyńska (1699–1717)）（1699年—1717年），早逝
2. 瑪麗·萊什琴斯卡（1703年—1768年），路易十五的妻子